# Джордж Уэльский
Принц Джордж Уэльский (англ. Prince George of Wales; полное имя Джордж Александр Луи, англ. George Alexander Louis; род. 22 июля 2013, Лондон, Великобритания) — член британской королевской семьи, первый внук короля Карла III и принцессы Дианы, первенец принца Уэльского Уильяма и принцессы Уэльской Кэтрин, старший брат Шарлотты и Луи.
Занимает второе место в порядке наследования британского престола. 
Ещё до рождения принца газета The Washington Post назвала его «самым известным в мире малышом». Принц Джордж Уэльский стал одним из первых людей в истории, статьи про которого в нескольких языковых разделах Википедии появились ещё до его рождения.

## Рождение и крещение

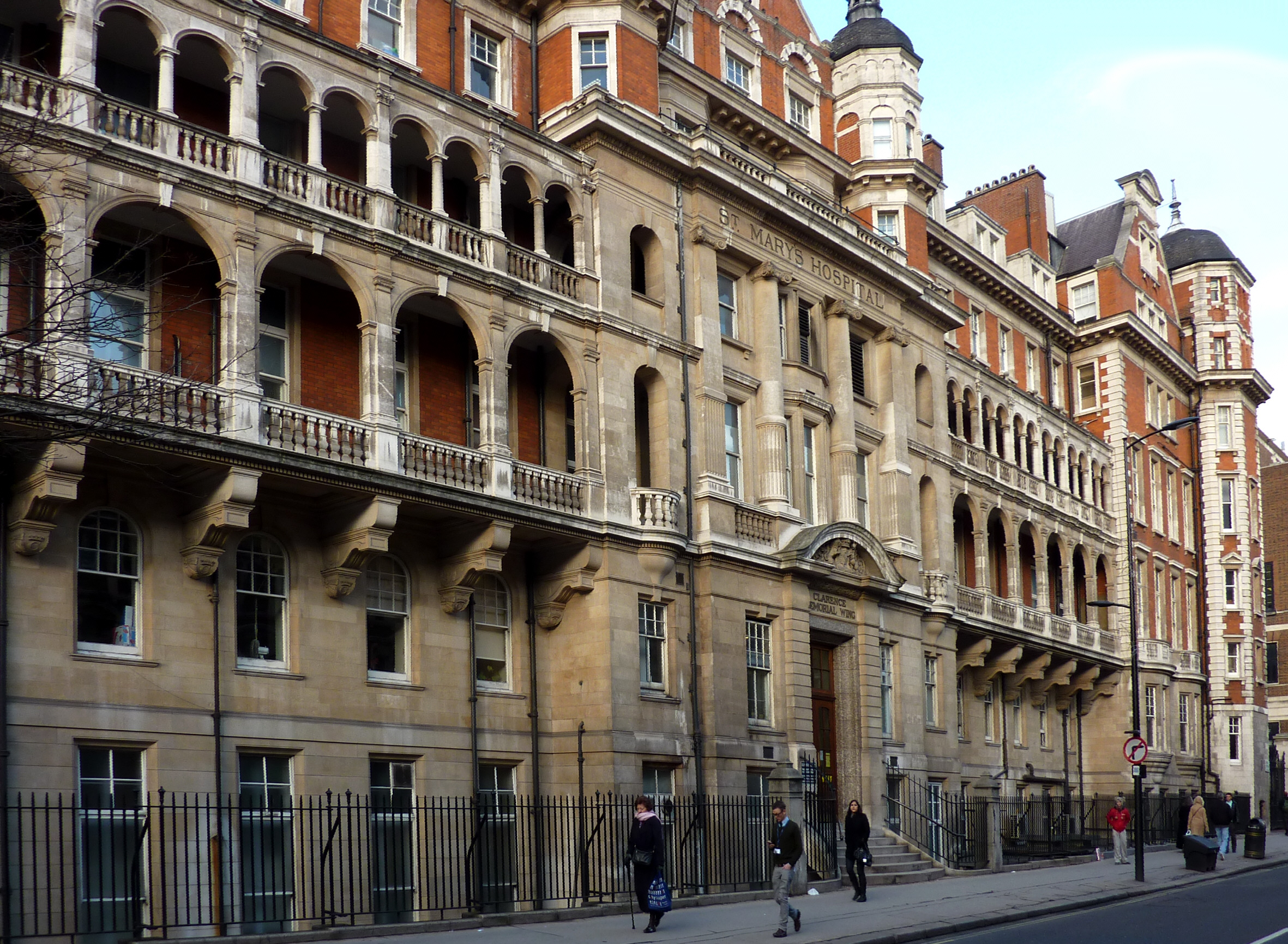
Больница Святой Марии в Лондоне, где родился принц Джордж Кембриджский

Принц родился в Лондоне, в госпитале Святой Марии — там же, где принцесса Диана родила принцев Уильяма и Гарри в 1982 и 1984 годах соответственно.
Герцогиня Кэтрин была доставлена в больницу в 5:30 утра 22 июля 2013 года. Мальчик родился в 16:24 по местному времени (19:24 по московскому). При рождении был зафиксирован вес 8 фунтов 6 унций (3,8 кг).
Принц Уильям присутствовал при родах. Роды принимали бывший и нынешний гинекологи королевской семьи — Маркус Сэтчел и Алан Фартинг.
В честь рождения наследника в небе над Гайд-парком и Тауэром был дан 41 салютный залп. Новорожденный стал именоваться принцем Кембриджским, поскольку его отец носил в это время титул герцога Кембриджского.
23 октября 2013 года принц Джордж Кембриджский был крещён в Королевской часовне Сент-Джеймсского дворца. Обряд крещения совершил архиепископ Кентерберийский Джастин Уэлби. Крещение принца Джорджа во дворце Сент-Джеймс стало отступлением от старинной традиции крестить наследников британского престола в Букингемском дворце.
Крёстными родителями принца Джорджа стали семь человек: Оливер Бэйкер, Эмилия Джардин-Патерсон, Джулия Сэмюэл, Уильям фон Кутсем, а также лорд Хью Гровенор (сын 6-го герцога Вестминстерского), бывший личный секретарь четы Джейми Лоутер-Пинкертон и внучка королевы Елизаветы Зара Филлипс. Имена крёстных были объявлены за несколько часов до церемонии.

## Имя
24 июля 2013 года принц получил имя Джордж Александр Луи. Для повседневного употребления используется имя Джордж.
Имя Джордж (Георг) он получил в честь короля Георга VI — отца своей прабабушки Елизаветы II, Александр — в честь второго имени Елизаветы II (её полное имя — «Елизавета Александра Мария»), Луи (Луис) — в честь Луиса Маунтбеттена — военачальника, дяди принца Филиппа. Имя Луи также является четвёртым именем его отца, принца Уэльского.

## Титул
В соответствии с правилами титулования, действующими в британской монархии, Джордж имеет право на титул принца и на обращение «Королевское высочество».
Букингемский дворец подтвердил, что полный официальный титул принца выглядит следующим образом: «Его Королевское Высочество принц Джордж Кембриджский». Следует иметь в виду, что «Кембриджский» здесь не является личным титулом принца (герцогом Кембриджским останется только принц Уильям), и формулировка «Принц Кембриджский» (без слова «Джордж») некорректна. Кроме того, в британской традиции полный официальный титул, как правило, не включает дополнительные личные имена (в данном случае «Александр» и «Луи»).
После смерти своей прабабушки Елизаветы II 8 сентября 2022 года переместился на второе место в списке престолонаследия и стал титуловаться Джордж Корнуолльский и Кембриджский, а с 9 сентября, после присвоения его отцу титула принца Уэльского — Джордж Уэльский.